# Ketzer (Band)
Ketzer sind eine Thrash-Metal-Band mit Black- und Death-Metal- sowie Post-Rock-Einflüssen aus Bergisch Gladbach.

## Geschichte
Gegründet wurde die Band im Jahr 2003. Danach wurden drei Demos veröffentlicht. Im Jahr 2009 veröffentlichten Ketzer ihr Debütalbum Satan’s Boundaries Unchained.
Die Band spielte auf dem Rock Hard Festival 2010 und dem Party.San Open Air 2010.

## Musikstil
Das Frühwerk der Band wird gelegentlich mit Deströyer 666, deren Drummer Mersus das Debütalbum „Satan’s Boundaries Unchained“ produziert hat, verglichen. Als Einflüsse nennen die Bandmitglieder selbst jedoch vor allem Black Sabbath, Iron Maiden, Deep Purple und Judas Priest.

## Rezeption
Das Rock Hard Magazin bezeichnet die Band in der Ausgabe Mai 2010 als Überschrift eines ganzseitigen Artikels als „Der talentierteste Nachwuchs Deutschlands“. Auch das zweite Album „Endzeit Metropolis“ fand Resonanz in den Fachmagazinen, so z. B. eine Doppelseite in Rock Hard 299. Manuel Latton (aka inhonorus) vom Legacy-Magazin beschreibt Starless, im Vergleich mit den früheren Alben der Band, als musikalischer und experimentierfreudiger, jedoch geht Ketzer auch langsamer und mit deutlich weniger Aggression ans Werk. Langjährige Fans könnten verschreckt werden. Die Band selbst, sieht eine natürliche Weiterentwicklung mit jedem neuen Album als wichtigen Teil ihrer DNA an.

## Diskografie
- The Revenge of Ketzer – Demo (2005)
- Solitary Warrior – Demo (2006)
- Witchhunter – Demo (2007)
- Satan’s Boundaries Unchained – Album (2009)
- Endzeit Metropolis – Album (2012)
- Starless – Count To Ten – EP; Limited Edition (2015)
- Starless – Album (2016)
- Cloud Collider – Album (2019)